# Edu Bedia
Eduardo Bedia Peláez, mais conhecido como Edu Bedia (Santander, Cantábria, 23 de março de 1989) é um futebolista espanhol que atua como meia. Atualmente joga pelo FC Goa.

## Carreira

### Início
Edu Bedia começou sua carreira nas divisões de base do Racing Santander em 1999. Entre 2007 e 2009, jogou pelo Racing Santander B. Disputou 44 partidas e marcou 13 gols pelo time B. Em 18 de setembro de 2008, estreou pelo Racing Santander em partida pela Copa da UEFA de 2008–09. Estreou na La Liga contra o Villarreal em 24 de setembro de 2008. Já na Copa del Rey estreou em 29 de outubro de 2008, contra o Real Murcia. No mercado de inverno da temporada 2010–11, foi emprestado ao Salamanca, onde rapidamente se tornou titular e teve atuações de grande nível, ajudando o clube a não ser rebaixado. Retornou ao final da temporada para o Racing Santander.

### Hércules
Foi confirmado como reforço do Hércules em 31 de agosto.

### Barcelona B
Chegou no Barcelona B na temporada 2012–13, mais precisamente em 25 de julho de 2013, com multa de 12 milhões de euros.

## Títulos
Seleção Espanhola Sub-20
- Jogos do Mediterrâneo: 2009